# Municipio de Covington (condado de Clearfield)
El municipio de Covington (en inglés: Covington Township) es un municipio ubicado en el condado de Clearfield en el estado estadounidense de Pensilvania. En el año 2000 tenía una población de 621 habitantes y una densidad poblacional de 4.6 personas por km².

## Geografía
El municipio de Covington se encuentra ubicado en las coordenadas 41°07′00″N 78°10′59″O / 41.11667, -78.18306.

## Demografía
Según la Oficina del Censo en 2000 los ingresos medios por hogar en la localidad eran de $38,438 y los ingresos medios por familia eran de $42,917. Los hombres tenían unos ingresos medios de $28,000 frente a los $21,161 para las mujeres. La renta per cápita de la localidad era de $16,964. Alrededor del 12,6% de la población estaba por debajo del umbral de pobreza.